# 養老郡
養老郡（日语：／ Yōrō gun */?）為岐阜縣管轄的一郡。人口34,005人、面積72.14km²。（2005年）
現管轄有以下1町。
- 養老町（ようろうちょう）